# 博瓦尔 (约讷省)
博瓦尔（法語：Beauvoir，法語發音：[bovwaʁ] ⓘ）是法国勃艮第-弗朗什-孔泰大区约讷省的一个市镇，属于欧塞尔区。

## 地理
博瓦尔（47°47'39"N, 3°22'15"E）面积6.72 平方千米，位于法国勃艮第-弗朗什-孔泰大區约讷省，该省份为法国中北部内陆省份，西接卢瓦雷省，西北接塞纳-马恩省，南至涅夫勒省，东临科多尔省，东北与奥布省接壤。
与博瓦尔接壤的市镇（或旧市镇、城区）包括：埃格勒尼、帕尔利、兰德里、梅里拉瓦莱、普兰。

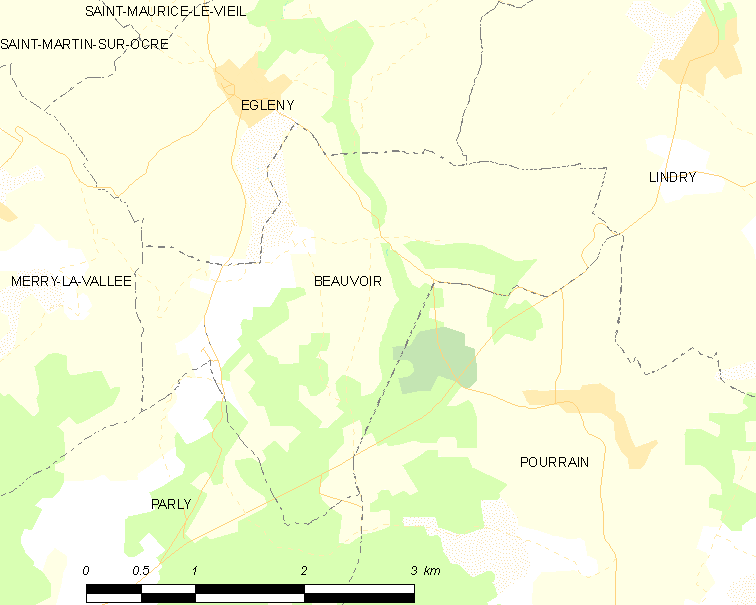
的OSM定位图

博瓦尔的时区为UTC+01:00、UTC+02:00（夏令时）。

## 行政
博瓦尔的邮政编码为89240，INSEE市镇编码为89033。

## 政治
博瓦尔所属的省级选区为皮赛中心县。

## 人口

1962-2008年间人口变化图示

博瓦尔于2022年1月1日时的人口数量为394人。